# إريكا أكياما
إريكا أكياما (باليابانية: 秋山エリカ؛ بالكانا: あきやま エリカ) هي لاعبة جمباز إيقاعي يابانية، ولدت في 31 ديسمبر 1964 في فوكوكا في اليابان.

## وصلات خارجية
- إريكا أكياما على موقع اللجنة الأولمبية الدولية (الإنجليزية)
- إريكا أكياما على موقع أوليمبيديا (الإنجليزية)